# Нерівність на робочому місці
Нерівність на робочому місці або професійна нерівність (англ. Occupational inequality) ― нерівне ставлення до людей (можливість найму та просування, заробітна плата, ризики звільнення) на основі статі, сексуальності, зросту, ваги, акценту, походження чи раси на робочому місці. Найяскравіше виражена між жінками й чоловіками в рамках професії та професією й доходом чорношкірих порівняно з білими в одній професії. Попри вжиті антидискримінаційні законодавчі заходи, дискримінація на робочому місці залишається поширеною проблемою. Особливо проблематичною залишається расова дискримінація.

## Наслідки
Професійна нерівність сильно впливає на соціально-економічний статус людини, пов'язаний з її доступом до таких ресурсів, як пошук роботи, придбання будинку тощо. Якщо людина стикається з нерівністю на робочому місці, їй важче знайти роботу, просунутися в кар'єрі, отримати позику або придбати будинок. Професійне становище прогнозовано впливає на соціальне становище та багатство, які мають тривалий вплив на людину, а також на тих, кого вона утримує.
Сегрегація (розподіл) за статтю серед робочої сили надзвичайно висока і може бути причиною нерівності між чоловіками та жінками рівної кваліфікації. Поділ праці є основною ознакою гендерної нерівності. Це впливає на структуру та економічні аспекти праці та на побудову ідентичностей людей. Серед прямих наслідків нерівності на ринках праці:
- Економічні втрати. Річард А. Міх визначив, що расова та статева дискримінація неефективна у конкурентному світі, оскільки вимагає працевлаштування лише білих чоловіків. Які вимагатимуть вищої зарплати, ніж жінки чи люди інших рас з такою ж освітою та здібностями. Так роботодавці, які дискримінують при наймі, втрачають більше прибутку.[5] Недискримінаційні роботодавці можуть отримати перевагу на конкурентному ринку, наймаючи жінок та меншини[6].
- Фемінізація бідності: збільшення частки жінок за межею бідності, внаслідок чого змінюється структура зайнятості жінок, вони стають вразливішими до потрапляння в торгівлю людьми, втягнення в проституцію, частіше страждають від абьюзивних відносин, домашнього та сексуального насильства та інших видів насильства проти жінок.

## Теорії
Згідно з процесом «наслідків старіння», нерівність у виробництві зростає із збільшенням віку. Ринок праці складається з двох секторів робочих місць: «основного» ядра хороших робочих місць з достойними умовами праці, можливостями просування та безпекою роботи. Інший ― це «периферійний» сектор поганих робочих місць з незадовільними умовами праці, низькими можливостями для просування та малою безпекою роботи. Мобільність між цими двома групами дуже ускладнена. Жінки та меншини непропорційно розміщуються у периферійному секторі на початку своєї кар'єри, маючи мало шансів перейти до основної групи для досягнення рівного професійного статусу.
Теорія «гомосоціального відтворення» вказує на тенденцію, коли люди на високому рівні прагнуть вибирати персонал, який має подібний до їх власного соціальний досвід. Оскільки більшість керівників є чоловіками, жінок менше просувають по службі.
Дослідження показують, що загальна картина статі та праці досі не є широко дослідженою.

## Вимірювання
Соціально-економічний індекс Дункана (SEI) найчастіше використовують для вимірювання професійного статусу. Він базується на двох факторах ― професійному заробітку та професійній освіті.
Одним із способів вимірювання професійної нерівності є показник несхожості (D). Рівняння виглядає так: D = ½ε i|Xi-Yi|, де Xi дорівнює відсотку расової чи статевої групи, X ― робочій силі за професією і, а Yi дорівнює відсотку расової чи статевої групи Y за професією i. D ― міра половини суми абсолютної різниці між процентними розподілами. Значення коливаються від 0 до 100 і вимірюють відносне відокремлення або інтеграцію груп по всій території. Якщо значення дорівнює 0 %, розподіл рівномірний. Наприклад, значення в 60 % означає, що 60 % персоналу повинні були б змінити професію, щоб зробити розподіл рівним.

## Причини
Існують організаційні процеси, що породжують класову, расову та гендерну нерівність. Багато нерівностей виникають через неявні упередження, зокрема, гендерні стереотипи. 
- Професійна сегрегація. Нерівність на робочому місці є тісним циклічним наслідком професійної сегрегації[11]. На робочих місцях та в областях промисловості, де домінує певна меншість або жінки, якість їх робочого середовища та дохід нижчі, ніж у білих чоловіків, які зазвичай займають керівні посади з кращим робочим середовищем та вищою оплатою праці. Поділ професій та посад на, наприклад, "жіночі" та "чоловічі" кристалізує нерівності та знижує мобільність між групами.
- Гендерні стереотипи. Багато людей досі переконані, що жінки досягають свого соціального становища завдяки оточуючим чоловікам (батько, чоловік). Жінок досі пов'язують з виношуванням дітей та вихованням, приписуючи їм гірші робочі якості та нижчі компетенції.[12] Через репродуктивну та хатню неоплачувану роботу жінки мають набагато менше часу, щоб працювати повний робочий день та розвивати компетенції поза робочим часом, тому жінок зазвичай бачили на неповних робочих місцях. Жінок спонукає обирати догляд за сім'єю за рахунок власної оплачуваної роботи і гендерна жіноча соціалізація, тобто гендерні стереотипи, починаючи з ранньої освіти.[13]
- Усталені моделі розподілу роботи в працюючій сім'ї (за Мері Блер-Лой).[13] Традиційна сім'я ― модель годувальника-домогосподарки 1950-х, коли жінки повністю присвячують себе господарству та догляду за дітьми, а чоловік заробляє гроші в сім'ю. Егалітарна домовленість передбачає, що чоловік і дружина однаково активні як вдома, так і на роботі. Перехідний режим дозволяє обом залучатись до робочої сили, але при цьому дружина виконує і основну частину домашніх справ. Сім'ї в перехідній моделі часто залучають оплачуваний догляд за дітьми на повний робочий день.[14] Попри різні моделі працюючої сім'ї, суспільство все ще спонукає жінок до активності в побутовій сфері, а чоловіків ― до участі робочій силі. Жінок, що працюють повний робочий день, стигматизують як недостатньо хороших матерів.[13] За рахунок дружини, які забезпечують побут, чоловіки можуть присвячувати час та сили своїй кар'єрі. Більшість сімей досі використовують традиційну модель поділу праці, хоча вона не виправдовується економічно і знижує рівень благополуччя.[15]
- Токенізм. Позірне включення жінок та меншин як зразка розмаїття, але не повністю і без реальних можливостей просування.[16] Часто людей наймають через відмінність від інших, щоб довести, що їх не дискримінують, але їм не надають повноцінної участі через статус «сторонніх», маргіналізують їх. Цей вид дискримінації виник на півдні США, де школи та підприємства допускали афроамериканців, щоб виконати накази федерального уряду про десегрегацію[17][18]. За людиною-токеном ретельно спостерігають, створюючи на неї значний тиск на робочому місці, що ускладнює роботу та просування[19] і призводить до демотивації та зниження продуктивності.[20]

## Расова нерівність
Етнічна та расова приналежність значно впливає на доступну якість робочих місць та кількість грошей, яку людина зароблятиме. Афроамериканські чоловіки, які працюють повний робочий день і круглий рік, мають 72 % середнього заробітку білих чоловіків. Співвідношення зарплати між афроамериканцями та білими жінками становить 85 %. Рівень безробіття серед чорношкірих, як правило, приблизно вдвічі більший, ніж серед білих людей. Білі чоловіки мають багато суттєвих переваг на робочому місці: їм пропонується більше можливостей для працевлаштування. Посади, на яких можна заробити найбільше грошей і мають найбільшу владу, зазвичай займають білі чоловіки. Незважаючи на те, що цей тип нерівності зменшився за останні 20 років, він все ще є поширеним явищем.

## Гендерна нерівність
Жінок значно менше у владі чи керівництві організацій. Крім того, жінки не можуть перейти на високооплачуваніші посади так швидко, як чоловіки. Чоловіки зазвичай займають вищі посади, а жінки часто займають нижче оплачувані, наприклад, секретарок. Гендерну нерівність також ілюструють люди, що здійснили трансгендерний перехід, після якої (від чоловіка до жінки) робочі позиції та заробітки понижуються, а працівниці, які роблять перехід до чоловіка, можуть отримувати підвищення та сприяння.

### Гендерний розрив в оплаті праці
Гендерний розрив у заробітній платі ― це різниця між середнім заробітком чоловіків та жінок. Жінкам платять менше в таких випадках:
- Матері і батьки. За дослідженням 2005, працюючим татам платили на 8,6 % вищу початкову заробітну плату, ніж працюючим матерям.[26]
- Жінки з дітьми і без. Різниться й оплата праці матерів та жінок без дітей. «Матерям пропонували нижчу заробітну плату на 7,9 %, ніж не матерям».[26]
- Після виходу з декрету. За даними, проаналізованими бібліотекою Палати громад, 14 % із 340 000 жінок, які брали декретну відпустку, відчували, що їх робота знаходиться під загрозою, коли вони намагались повернутися.[27]

### Скляна стеля
Скляна стеля описує бар'єри, що стоять перед жінками на шляху просування до вищих посад в організаціях. Попри високу кваліфікацію (жінки становлять 58 % усіх випускників університетів), жінки займають менше 8 % найвищих посад корпорацій. Хоча багато фірм мають програми розмаїття, спрямовані на охоплення більшої кількості жінок на місцях, жінки все ще не досягають найвищих рівнів у своїх компаніях такими ж темпами, як чоловіки. Багато великих інвестиційних банків, зокрема, намагаються наймати жінок. Проте при наймі рекрутери все ще керуються стереотипами, ніби-то жінка швидше за чоловіка покине посаду з причин, пов'язаних із сім'єю. Тому жінки по суті стикаються з більшими проблемами просування по службі.

### Нерівний поділ неоплачуваної роботи
Незважаючи на те, що з 1960-х американські чоловіки виконують вже не 15 %, а 30 % загальної хатньої роботи, а одружені працюючі матері залучені в неї на 2 години менше (середньоденно), нерівності у розподілі догляду за дітьми та хатньої роботи між чоловіками та жінками досі є глобальними. Додатковий час, витрачений на роботу по дому, соціологи називають «другою зміною» для жінок. 
Чоловіки, що мають кращі стартові економічні шанси на ринку праці, зосереджуються на своїй кар'єрі за рахунок дружин, які забезпечують функціонування побуту та виховання дітей. Внаслідок дохід дітних чоловіків збільшується, а дохід жінок, що мають дітей, зменшується.
Поділ хатньої праці за статтю має значні наслідки. Більшість одружених матерів потрапляють в економічну залежними від своїх чоловіків, але закон не надає їм фінансової рівності у шлюбі. Внаслідок цього у разі розлучення матері стикаються з різким падінням доходу. Понад те, мережа соціального захисту не захищає розлучених або самотніх матерів від бідності, матері не мають права на страхування від безробіття, якщо вони працюють неповний робочий день або з дому.

### Нерівність в освіті
Історично в галузях освіти та дослідницьких установах спостерігається значний дисбаланс жінок та чоловіків. Жінки трдиційно домінують у гуманітарних науках, а чоловіки значно переважають в науці, техніці та математиці (STEM).

### «Подвійний зв'язок» для працівниць
Кар'єрний досвід людей значною мірою залежить від того, як їх сприймають колеги. Сприйняття працівниць є специфічним через «подвійний зв'язок» для жінок. Соціолог Грегорі Бейтсон описав це як «ситуацію, коли незалежно від того, що робить людина, вона не може перемогти». Якщо від людей очікують суперечливих дій, вони потрапляють у подвійний вузол, оскільки жодна з обраних дій не буде визнана прийнятною.
Більшість чоловіків не відчувають труднощів, щоб узгодити свою стать з очікуваннями від працівника, оскільки «визначення ідеальних працівників як повністю відданих роботі, без перерв у кар'єрі чи зовнішніх обов'язків, надає привілей чоловікам». Впевненість і наполегливість є позитивними рисами як чоловіків, так і керівників. Жінок же стереотипізують як пасивних, і наполегливість жінок критикують як таку, що, буцімто, суперечить їх внутрішній природі. «Коли жінки діють у спосіб, який відповідає гендерним стереотипам, їх розглядають як менш компетентних лідерок», але «коли жінки діють несумісно з такими стереотипами, їх вважають нежіночними». Це і є подвійне зв'язування, оскільки в обох випадках жінок бачать у негативному світлі.
Те, як жінки виходять з ситуацій подвійного зв'язку, впливає на їхній досвід роботи. Хоча жінок, які поводяться стереотипно по-чоловічому, «можуть розглядати як компетентних через їх стиль керівництва, вони також отримують більше негативних оцінок своїх міжособистісних навичок, що також може негативно впливати на робочі стосунки жінок, доступ до соціальних мереж, повсякденну взаємодію та, зрештою, можливості для просування».

## Нерівність щодо ЛГБТ
Починаючи із заворушень у Стоунволі 1969 року, видимість та сприйняття ЛГБТ у робочій силі зростає. В США перша мережа співробітників-геїв з'явилася в 1978 р.
Історія в Форбс 1991 року «Геї в корпоративній Америці» «порушила тривале мовчання ділової преси щодо питань геїв та лесбійок», започаткувавши важливу тенденцію; консультанти з питань розмаїття та спеціалісти з персоналу у 90-х дійшли висновку, що «включення дорівнює результативності». Попри значний прогрес у цій галузі, люди з ЛГБТ-спільноти продовжують стикатися з проблемами на робочому місці, яких не мають їхні колеги. Згідно з опитуванням 2009 року, 58 % співробітників-ЛГБТ кажуть, що інші співробітники жартують або зневажливо коментують ЛГБТ.
54 % ЛГБТ-людей, які не відкрили свою орієнтацію, повідомляють, що «брехали про своє особисте життя за останні 12 місяців». Від співробітників, що не належать до ЛГБТ, ніколи не вимагається усвідомлене рішення ділитися або приховувати деталі свого особистого життя, тоді як співробітники ЛГБТ приймають це рішення щодня.

## Політики проти дискримінації на ринку праці
Закони про рівні можливості працевлаштування були прийняті в США в 1960-х для викорінення дискримінації жінок, чоловіків та меншин на робочому місці. У 1960-1970-ті професійна нерівність у США колосально скоротилася, однак у 1980-х і 1990-х знову почала зростати. У США дискримінації на ринку праці покликані запобігати наступні законодавчі заходи: 
- Вікова дискримінація це несправедливе ставлення до осіб віком від 40 років. Може включати надмірні вимоги до людини, обмеження можливостей її роботи.
- Політика недискримінації щодо інвалідності захищає людей з інвалідністю[44], вимагає від роботодавця забезпечити «розумне пристосування» (наприклад, доступність для інвалідних візків).
- Політика дискримінації за ознакою статі захищає людей від недобросовісного поводження через стать чи пов'язаність із певною групою чи організацією за статтю.
- Закони про сексуальні домагання захищають людей від сексуального домагання або небажаних сексуальних дій, прохань про секс та інших вербальних чи фізичних домагань сексуального характеру.[44] Образливі коментарі також підпадають під домагання і можуть спричинити судові звинувачення в США.[45]
- Політика рівної заробітної плати та компенсації вимагає, щоб роботодавці забезпечували чоловікам та жінкам на одному робочому місці рівну заробітну плату (це включає всі види зарплати) за одну й ту ж роботу. Робота повинна бути «по суті» рівною, але не обов'язково однаковою.[44]
- Політика щодо вагітності передбачає, що жінки, які тимчасово не можуть виконувати свої звичайні обов'язки на роботі через вагітність або пологи, повинні отримувати ті самі пільги та лікування, які отримував би будь-який тимчасово непрацездатний працівник.[44] Сюди можуть входити такі можливості, як відпустка без збереження заробітної плати, альтернативні робочі завдання або відпустка за доглядом за дитиною.
- Генетична інформація (включаючи сімейну історію хвороби) повинна залишатися конфіденційною. Роботодавцям забороняється дискримінувати людину на основі генетичної інформації або вимагати її розголошення.[44]
- Політика національного походження забороняє дискримінацію людини через її реальну чи передбачувану етнічну приналежність, акцент чи географічне коріння. Це також захищає від дискримінації осіб, пов'язаних з людьми, що мають певне національне походження.
- Дискримінація за расою/кольором шкіри виключає несправедливе ставлення до людини на основі раси, фізичних характеристик, пов'язаних з расою, або кольору шкіри. Політика захищає подружжя та осіб, які є членами або членкинями расових чи асоційованих з кольорами організацій.[44]
- Політика релігійної дискримінації захищає людей, «які дотримуються релігійних, етичних або моральних переконань».[44]
- Політика відплати забороняє роботодавцю мститися працівникам(-цям), які подали звинувачення у дискримінації.[44]